# Haxhi Lleshi
Haxhi Lleshi   (Reshani, 19 d'octubre de 1913 - Tirana, 1 de gener de 1998) fou un militar i polític albanès, President d'Albània de 1953 a 1982.

## Biografia
A la dècada de 1920 va treballar com a pastor a la seva terra natal. Com a part del moviment anti-zogista el 1922, la família de Lleshi va fugir al Regne de Iugoslàvia, on es va establir a Dèbar, i més tard a Banjishte prop de Dèbar. De 1926 a 1931 va assistir a l'escola primària, després va assistir a una escola de gramàtica en albanès i la segona i tercera en llengua serbocroata a la ciutat de Dèbar.
Amb la invasió italiana d'Albània, Lleshi i el seu amic emigrat Myslim Peza van ser enviats a Albània. Lleshi va rebre ajuda econòmica dels iugoslaus, una part de la qual es destinava a patrocinar les activitats disperses antiitalianes a Albània; més notòria va ser la unitat guerrillera coneguda com "Çeta de Peza" (albanès: Çeta e Pezës).
En vigílies de la invasió alemanya de Iugoslàvia, diverses unitats paramilitars (majoritàriament albaneses) recolzades per l'exèrcit iugoslau van travessar la frontera i van atacar les posicions italianes, mal organitzades i preparades, en dues direccions: prop de Shkodër i prop de Pogradec (Qafë Thanë). Haxhi Lleshi, al capdavant de 200 homes, juntament amb el seu oncle Aqif Lleshi, al capdavant de 100 homes (tots dos reportats al coronel Gojko Jovanović), van travessar la frontera i es van posicionar des d'Ostren i Vogël fins a Bllatë. El ràpid avanç de l'exèrcit nazi va fer que la insurrecció iugoslava fracassés; les unitats es van retirar a Iugoslàvia on Lleshi va estar involucrat i van lluitar al costat de l'exèrcit iugoslau en el curt intent fallit d'aturar l'entrada dels alemanys a Dèbar.
Lleshi va ser un dels màxims comandants en la lluita d'Albània contra els italians i els alemanys durant la Segona Guerra Mundial. Quan es va establir un govern dominat pels comunistes a Albània el 1944, Lleshi es va convertir en ministre de l'Interior i va ocupar aquest càrrec des de 1944 fins a 1946. El seu nom va ser esmentat en un informe de la CIA de 1952 com a informador iugoslau, juntament amb Myslym Peza. A l'informe, van ser Haxhi i Aqif Lleshi els qui van enganyar la milícia iugoslava en traduir malament l'agent de la CIA, la qual cosa al seu torn li va impedir entrar a Albània amb el propòsit de la interrupció del govern i la desestabilització d'Albània.
L'1 d'agost de 1953, Lleshi va esdevenir president del Presidium de l'Assemblea Popular d'Albània, càrrec equivalent al de president. Va ser nominalment el tercer home més poderós d'Albània, darrere del secretari general Enver Hoxha i el primer ministre Mehmet Shehu. Durant l'època de Lleshi al poder, Albània es va fer coneguda com una de les nacions comunistes més independents, ja que es va enfrontar amb la Unió Soviètica, es va convertir en un aliat de la República Popular de la Xina, i després es va enfrontar amb la Xina a la dècada de 1970.